# SIAI-Marchetti SM.1019
SIAI-Marchetti SM.1019 je visokokrilno turbopropelersko STOL letalo italijanskega proizvajalca SIAI-Marchetti. Zasnovan je na podlagi Cessne O-1 Bird Dog. SM.1019 je na razpisu tekmoval s podobnim Aermacchi AM.3, na koncu je bil zbran SM.1019 in dobil naročilo za 80 letal. 
Prvi let je bil 24. maja 1969.

## Specifikacije (SM.1019A)
- Posadka: 2
- Dolžina: 8,52 m
- Razpon kril: 10,97 m
- Višina: 2,86 m
- Površina kril: 16,16 m2
- Prazna teža: 690 kg
- Gros teža: 1450 kg
- Pogon: 1 × Allison Model 250-B17B turboprop, 298 kW (400 KM)

- Največja hitrost: 285 km/h
- Potovalna hitrost: 281 km/h
- Dolet: 1340 km
- Čas leta: 8 h 45 min
- Višina leta (servisna): 7620 m
- Orožje: do 320 kg na podkrilnih nosilcih